# Vomer (genitalia)
Vomer, vomer subanalis – element samczych narządów genitalnych u straszyków.
Vomer ma postać ruchomego, zesklerotyzowanego wyrostka. Położony jest na 10 sternum odwłokowym samców. Zwykle ma mniej lub bardziej trójkątny kształt. Wykorzystywany jest w trakcie kopulacji.
Występuje u straszyków z podrzędu Anareolatae.